# 大和啄也
大和 啄也（やまと たくや、1975年11月24日 - ）は、日本のタレント、俳優。岡山県出身。株式会社ATGファクトリー所属。

## 人物
血液型はA型。
かつては、株式会社プラチカに所属していたが2017年3月31日に退社。
実兄は元日本ミドル級チャンピオンのプロボクサーで、元俳優の大和武士。

## 出演

### テレビ
- はぐれ刑事純情派第15シリーズ（テレビ朝日）
- はみだし刑事情熱系PART7最終話スペシャル（テレビ朝日）
- メランコリア
- はみだし弁護士・巽志郎
- 陰陽少女
- 超・怖い話
- あかんか
- デビルシャドー
- タイムスクープハンター 石つぶて 紛争調停人（NHK）
- 深夜の用心棒 第5話

### 映画
- GUN CRAZY
- イズ・エー［is A.］（2004年）
- 紅姉妹（監督:団鬼六）
- 修羅がゆく シリーズ
- 新・日本の首領 シリーズ - 岡本組組員 吉村和哉
- 殺人ネット（2004年） - 雨宮慶治
- 男前 泣いて笑って泥まみれ（2005年2月12日）
- 男前 日本一の絵描きなったる!（2005年4月30日）
- カタナーマン（2006年）
- 悪 WARU（2006年）
- 鬼哭の戦場（2007年）
- 哀愁のヒットマン（2008年） - 麻薬取締官
- 修羅の花道（2012年） - クロサキジョウキチ

### Vシネマ
- 湘南爆走族3 10オンスの絆（2002年）
- 愚連隊の神様 万寿十一伝説 紅蓮（2002年）
- 修羅のみち（2002年）4 ･ 7 -12 - 関東共住会大神組組員 岡島修
- 実録・日本極道列伝 極道者（2002年）「モガスケ」に出演
- 野良犬（2002年）
- 実録・広島四代目（2004年）
- 実録・籠寅一家三代目 合田幸一（2004年）
- 実録・関東やくざ抗争史 松田組（2005年）
- 実録・暴走族 スペクター（2005年）
- 実録・九州やくざ戦争 筑豊頂上戦争（2006年）
- 逆鱗組七人衆〜上州路に春を見た〜（2006年）
- 逮捕〜オレは何もやってない!（2006年）
- ワニガメ任侠伝（2006年）
- 必殺!バトルロード 妖剣女刺客（2006年）
- 探偵物語（2007年）
- 極道の紋章（2007年） - 堀田一家沢村組組員 遠藤光司
- 実録・四国やくざ戦争 血戦 松山抗争（2007年）
- 烈侠 住越・浜野政吉（2007年）
- 西日本暴力地帯 実録・山陰抗争（2007年）
- 実録・九州やくざ抗争史 小倉戦争（2007年） - 田神会平沼会組員 川中
- 修羅の血涙（2007年）
- 首領の野望（2008年）
- 実録・愚連隊の神様 万年東一（2008年）
- 実録・銀座警察 義侠（2008年）全2作 - 港橋一家芝上一派
- 暗黒街の帝王 カポネと呼ばれた男（2008年）
- 首領の野望（2008年）全2作 - ハマザキケンイチの実弟
- 実録・暴走族 最後のギャング 関東連合ブラックエンペラー五代目（2008年）
- 消しゴム屋（2008年）
- BLACK MAFIA 絆（2008年） - 龍田組組員
- 横浜暗黒街 華炎（2008年） - 売人
- アラグレ
- 実録・広島やくざ戦争外伝 義兄弟 〜山口英弘の半生（2008年）
- 東京NEO魔悲夜2,3（2009年） - 東京NEO魔悲夜 ホノオ
- 九州激動の1520日 新・誠への道（2009年）
- 実説・沖縄ヤクザ抗争 いくさ世アシバー上原勇一（2009年） - 那覇派組員 田中
- 稲穂の無頼 哀しき相克（2009年） - 群馬県 太田拘置支所 刑務官
- 新・日本暴力地帯（2010年）全2作 - しょうちゃん（矢野組組長の実子）
- 総長を護れ（2010年） - 六代目渋谷一家総長のボディガード
- 大強盗 ギャングな奴ら（2010年）
- 天獄の島（2011年）
- 実録・侠魂（2011年） - 山神組二代目細野組岡田組組員(侠骨会→岡田組)
- 抗争の黙示録（2012年）

### ナレーション
- 実録・ドキュメント893 シリーズ
  - 実録・プロジェクト893XX THE暴走族 スペクター編（2005年）
  - 実録・プロジェクト893XX THE暴走族 極悪編（2006年）
  - 実録・プロジェクト893XX THE暴走族 旧車會編（2006年）
  - 実録・ドキュメント 893 チカーノ・KEI アメリカの刑務所に10年服役した男（2009年）

### 舞台
- クーラー消してもいいですか？
- 流れる雲よ・2011
- 流れる雲よ・2012
- 呑象DONSYOU
- 七慟伽藍其の十一
- 爾汝の社萬來
- 爾汝の社光来
- サートーマス・ドッグマン・フェルナンデス・ダマスカスからの招待状III世界で一番の画家
- 貉‐MUJINA‐
- キリンの夢 〜光クラブ事件 人生ハ スベテ コレ 劇場ナリ〜
- 呑象-DONSYOU-
- スタンリーキューブリックはかく語りき
- サー・トーマス ドッグマン フェルナンデス ダマスカス4世界で一番の画家

### CM
- マリオパーティ3